# Dragut
Turghud Alì, o Dragut, Turghut Reis, Darghout Rais, Turhud Rais, Dargut (Kharabulak, 1485 – Gozo, 23 giugno 1565), è stato un ammiraglio e corsaro ottomano.
Successore di Khayr al-Din Barbarossa, viceré di Algeri e signore di Tripoli e al-Mahdiyya, Dragut fu spesso lo spietato protagonista di credenze popolari, romanzi e film ed è ricordato per essere stato uno dei più grandi ammiragli (in turco Kapudanpaşa, "Capitan pascià") di etnia turca al servizio del sultano.

## Biografia
Nacque a Kharabulak (ribattezzata poi Turgutreis in suo onore), sulla Riviera turca, in una povera famiglia contadina, per alcuni cristiana ortodossa e d'origine greca e per altri musulmana e nativa turca. Fu notato da alcuni soldati d'artiglieria in partenza per Il Cairo, che lo arruolarono nell'esercito ottomano; ivi entrò al servizio dell'abile e temuto Khayr al-Din Barbarossa, sotto il quale compì numerose scorrerie e saccheggi, specie sulle coste liguri, napoletane e siciliane.
Nel 1538 prese parte al fianco di Barbarossa alla battaglia navale di Prevesa contro Andrea Doria e divenne talmente pericoloso che Carlo V in persona impartì ai Doria l'ordine di catturarlo a tutti i costi. Nel 1540, di ritorno da una scorreria sull'isola di Capraia, Dragut fu accerchiato e annientato nella baia della Girolata in Corsica da Giannettino Doria.

Dopo la cattura fu consegnato ad Andrea Doria, che lo fece rinchiudere nella torre Grimaldina di Palazzo Ducale e poi incatenare come galeotto ai remi della sua nave ammiraglia per quattro anni e successivamente lo cedette come schiavo.
Venne liberato poco dopo, probabilmente dietro il pagamento, da parte di Khayr al-Din Barbarossa, di un ingente riscatto al quale era inclusa la concessione dell'isola di Tabarca data dal bey di Tunisi  alla famiglia genovese dei Lomellini, legata ad Andrea Doria.

Tornato libero compì numerosi eccidi e razzie lungo le coste del Mediterraneo, soprattutto in Liguria (le Cinque Terre, Rapallo).

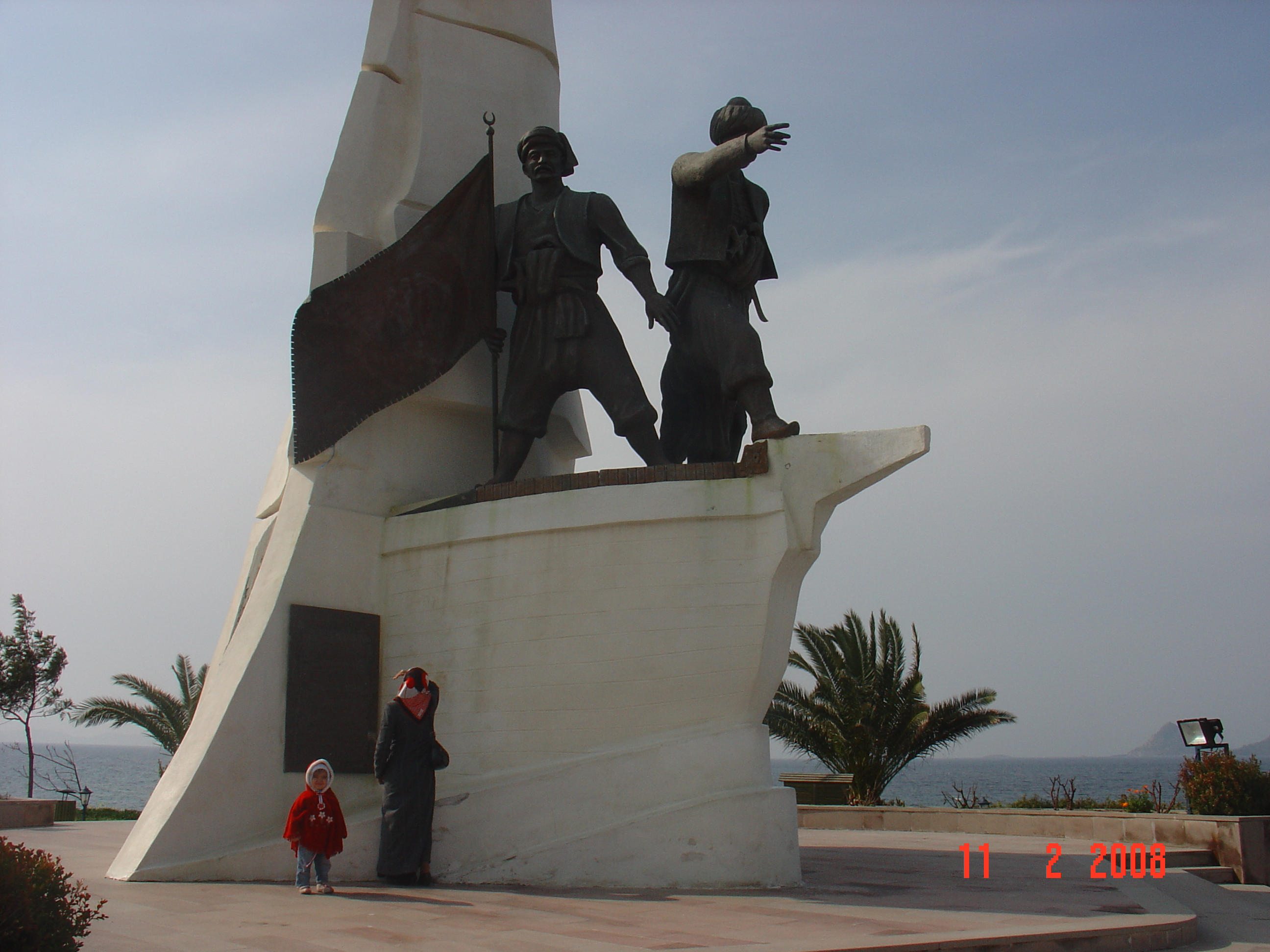
Il monumento a Turgut Reis a Bodrum

Nel 1544 Khayr al-Din Barbarossa si ritirò, lasciando a lui il comando della flotta ottomana. Con una serie di alleanze, fra cui anche quella molto discussa con il cattolico re francese Francesco I, nemico di Carlo V, riuscì a diventare viceré di Algeri, Signore di Tripoli e di al-Mahdiyya per conto di Solimano il Magnifico.
Nel luglio 1545 si diresse verso la costa ligure delle Cinque Terre aggredendo Monterosso, Corniglia e Manarola.
Nel luglio 1551, Dragut e Sinan Pascià, grande ammiraglio (kapudan-i derya) e fratello del gran visir Rüstem Pascià, assalirono le isole maltesi e, dopo un assedio di tre giorni al castello di Gozo, deportarono circa 5 000 abitanti come schiavi. Successivamente assalirono la fortezza di Tripoli prendendola con l'inganno ai cavalieri di Malta. 

Nel luglio del 1552 Dragut assalì la cittadella di Camerota e sconfisse la flotta genovese al largo di Ponza. Nel 1553 attaccò e quasi distrusse la città portuale di Terranova (l'attuale Olbia).
Nel 1553 e nel 1555 assalì l'isola d'Elba senza riuscire ad espugnare la fortificata Portoferraio, ma devastando e commettendo efferatezze nei paesi di Grassera, Capoliveri, Marciana ed altri insediamenti dell'isola. Anche l'assedio di Piombino si risolse con un insuccesso da parte di Dragut. 

Nel luglio del 1554 assediò per circa una settimana la città di Vieste, compiendo un massacro all'estrema punta del Gargano, incendiandola e assassinando circa 5 000 persone sulla roccia ai piedi della Cattedrale e deportando giovani e donne da destinare al mercato degli schiavi. Nel 1555 assediò le cittadine di Paola e Scalea.
Nel maggio del 1565 Dragut si diresse a Malta a dirigere la spedizione di Piale Pascià e di Lala Moustafà che già assediava il forte Sant'Elmo e cannoneggiandolo ripetutamente. 
Proprio assistendo ad uno di questi scontri il 23 giugno Dragut morì, colpito alla fronte da una scheggia di pietra rimbalzata da un colpo di cannone dei difensori.

Gli succedette Lala Mustafà che, conquistato finalmente il forte, volle vendicare Dragut massacrando tutti i superstiti.
Il corpo di Dragut fu traslato a Tripoli e fu sepolto nella moschea che venne chiamata Sarāy Dragut.
A capo dei corsari gli successe Uluç Alì, cristiano rinnegato noto come Uccialì.